# Mar d'Okhotsk
La mar d'Okhotsk (o el mar d'Okhotsk) (en rus, Охо́тское мо́ре, Okhótskoie more; en japonès, オホーツク海 Ohōtsuku-kai, o bé 北海 Hokkai, és a dir, "mar del Nord") és la part de l'oceà Pacífic occidental compresa entre la península de Kamtxatka a l'est, les illes Kurils al sud-est, l'illa de Hokkaido a l'extrem sud, l'illa de Sakhalín a l'oest i una àmplia franja costanera de la Sibèria oriental a l'oest i al nord. Els exploradors russos Ivan Moskvitin i Vasili Poiarkov foren els primers europeus a descobrir aquest mar al segon quart del segle xvii. El seu nom deriva d'Okhotsk, el primer establiment de l'Extrem Orient rus, el port d'Okhotsk, i el mateix nom pel riu Okhota

## Geografia

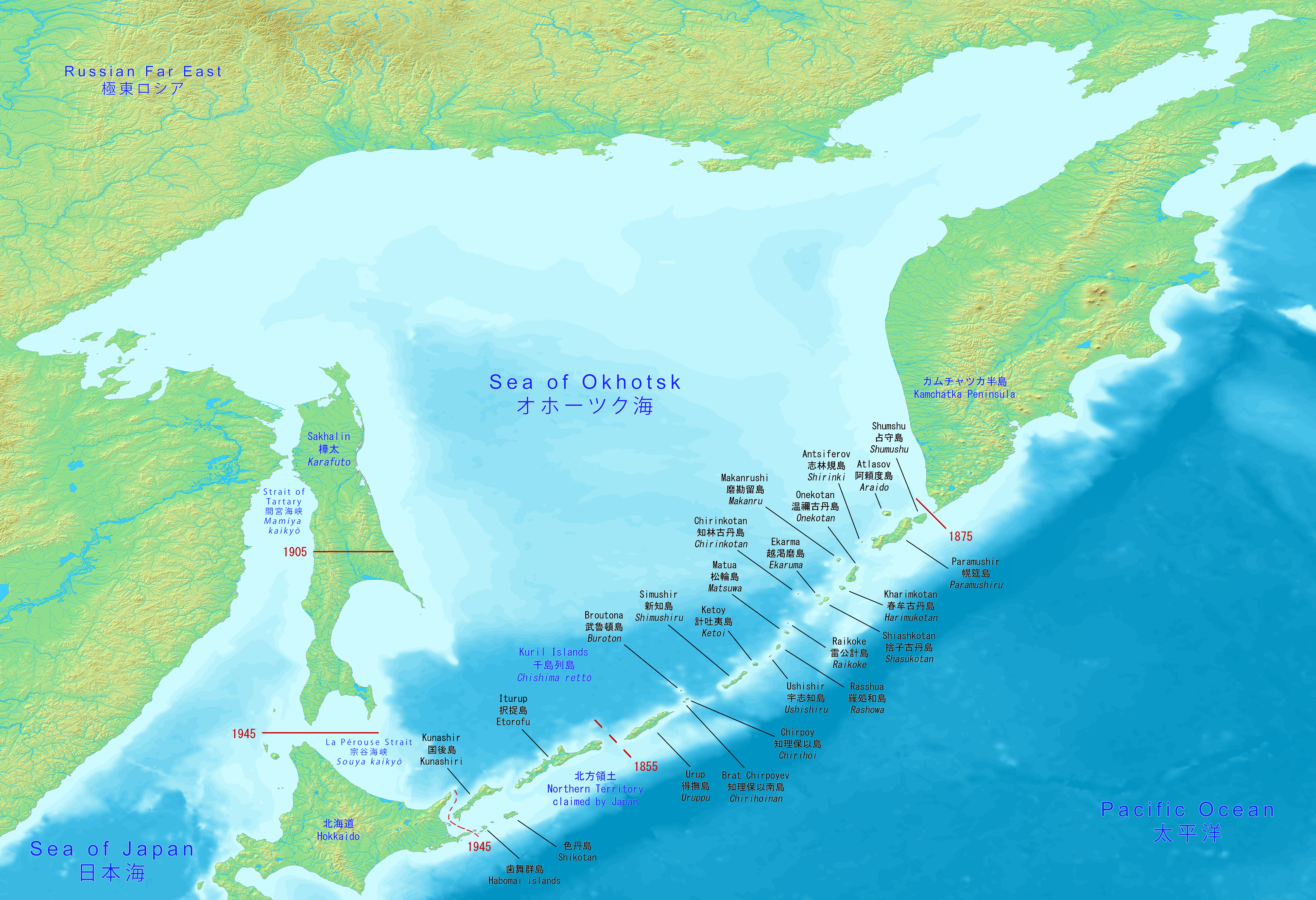
Mapa complet del mar d'Okhotsk

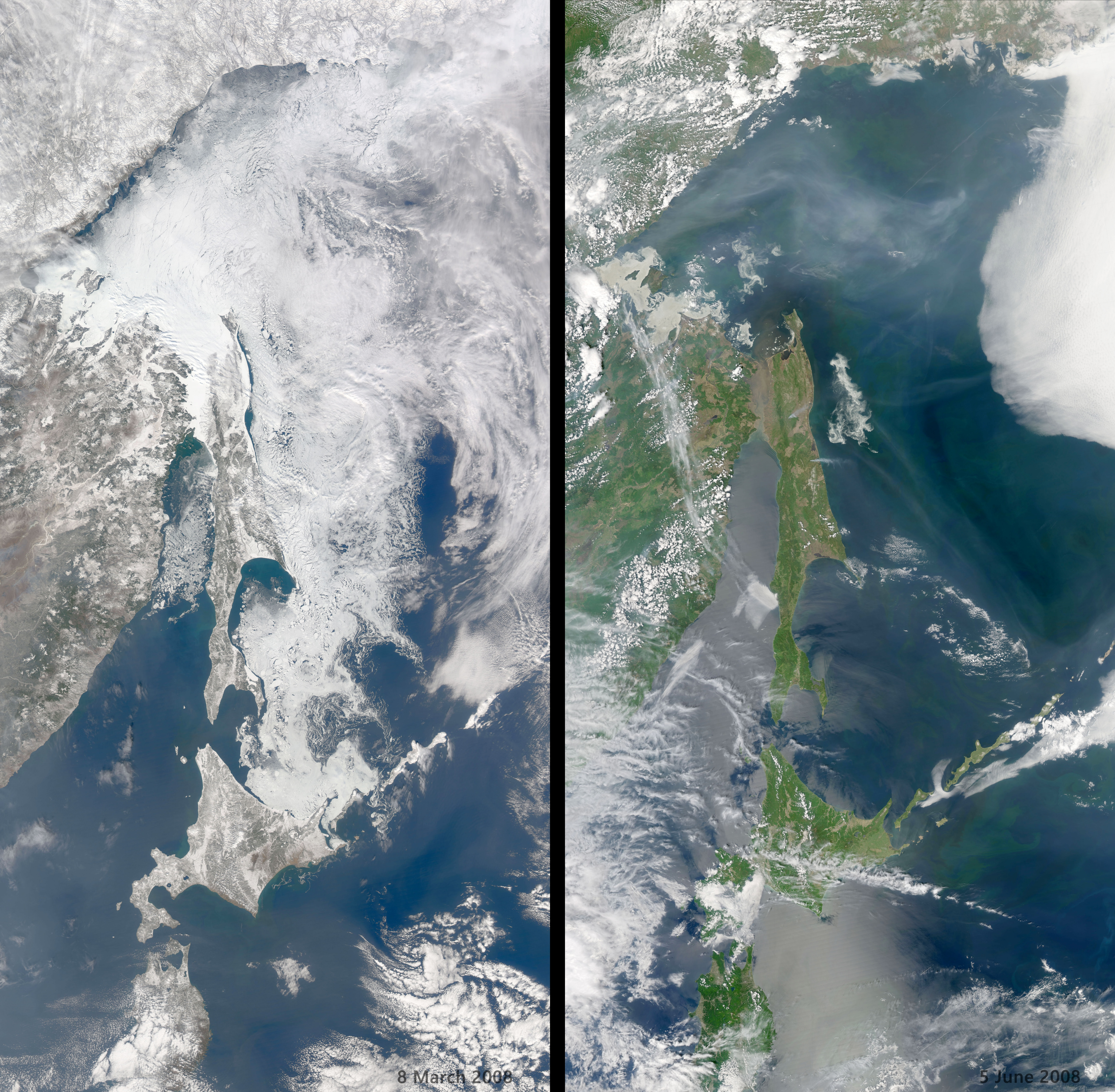
El mar d'Okhotsk, hivern i estiu

El mar d'Okhotsk cobreix una àrea de 1.583.000 km², amb una profunditat mitjana de 859 m i una profunditat màxima de 3372 m. Està connectat amb el mar del Japó a banda i banda de Sakhalín: a l'oest a través del Golf de Sakhalín i el golf de Tàrtaria; al sud a través de l'estret de La Pérouse. El mar d'Okhotsk connecta amb el mar del Japó a banda i banda de Sakhalín: a l'oest a través dels golfs de Sakhalín i de Tatària; al nord, per l'estret de La Pérouse.
A l'hivern, la navegació al mar d'Okhotsk es veu obstaculitzada pels bancs de gel. Els bancs de gel es formen a causa de la gran quantitat d'aigua dolça del riu Amur, reduint la salinitat dels nivells superiors, augmentant sovint el punt de congelació de la superfície del mar. La distribució i el gruix dels bancs de gel depèn de molts factors: la ubicació, l'època de l'any, els corrents d'aigua i la temperatura del mar.
L'aire fred de Sibèria forma gel marí al nord-oest del mar d'Okhotsk. A mesura que es forma el gel, expulsa la sal cap a les capes més profundes. Aquesta aigua pesant flueix cap a l'est cap al Pacífic, transportant oxigen i nutrients, donant suport a la vida marina abundant. El mar d'Okhotsk s'ha escalfat en alguns llocs fins a 3 °C des de l'època preindustrial, tres vegades més ràpid que la mitjana mundial. L'escalfament inhibeix la formació de gel marí i també condueix les poblacions de peixos cap al nord. La captura de salmó a la costa nord del Japó ha caigut un 70% en els darrers 15 anys, mentre que la captura de Salmó keta rus s'ha quadruplicat.
Amb l'excepció de Hokkaido, una de les illes d'origen japoneses, el mar està envoltat per tots costats per un territori administrat per la Federació Russa. Sakhalín del Sud i les illes Kurils van ser administrades pel Japó fins al 1945. El Japó reclama les illes Kurils del sud i les denomina Territoris del Nord.

### Extensió
L'Organització Hidrogràfica Internacional defineix els límits del mar d'Okhotsk de la següent manera:
| « | Al sud-oest. Els límits nord-est i nord del mar del Japó [A l'estret de La Pérouse (Sôya Kaikyô). Una línia que uneix Cap Sōya i Nishi Notoro Misaki (45°55'N). Des del cap Tuik (51°45'N) fins al cap Sushcheva]. | » |

| « | Al sud-est. Una línia que va des de Cap Nosappu (43°23'N) a l'illa de Hokkaidō (Yezo) a través de les Kuril o illes Tisima fins al Cap Lopatka (punt sud de la Kamtxatka) de tal manera que totes les aigües estretes entre Hokusyû i Kamtxatka siguin incloses en el mar d'Okhotsk. | » |

## Illes
Algunes de les illes del mar d'Okhotsk són força grans, com ara la segona illa més gran del Japó, Hokkaido, així com l'illa més gran de Rússia, Sakhalin. Pràcticament totes les illes del mar es troben en aigües costaneres o pertanyen a les diferents illes que formen la cadena de les illes Kurils. Aquests són propietat indiscutible japonesa o russa o propietat disputada entre Japó i Rússia. L'illa Iony és l'única illa situada en aigües obertes i pertany al Krai de Khabarovsk de la Federació Russa. La majoria de les illes del mar estan deshabitades, la qual cosa les converteix en zones de cria ideals per a foques, lleons marins, ocells marins i altra fauna de les illes marines. Les grans colònies d'auklets crestats utilitzen el mar d'Okhotsk com a lloc de nidificació.

## Història

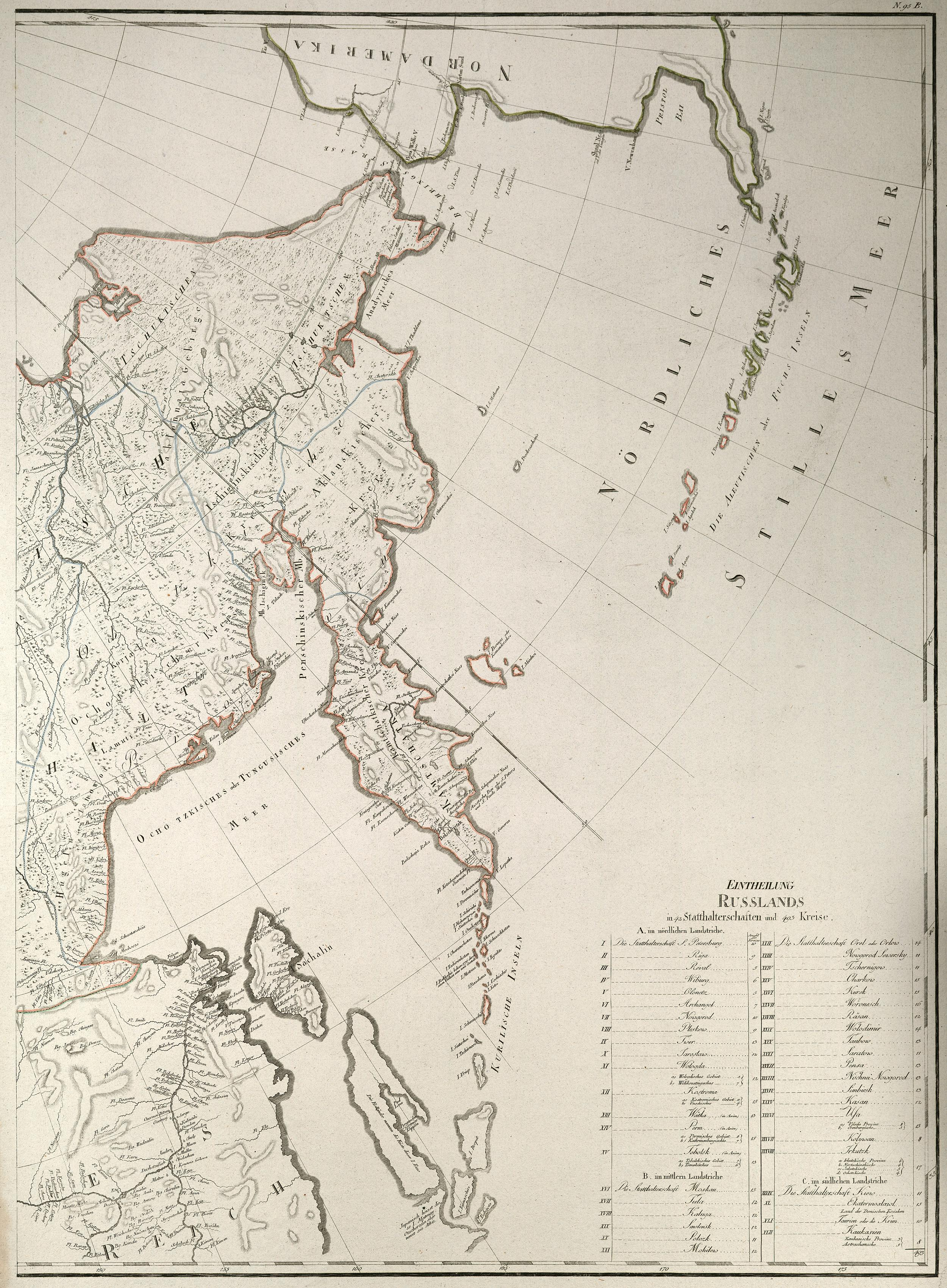
La major part del mar d'Okhotsk, etiquetat aquí com l'Ocho Tzkisches Meer o Tungusisches Meer ("mar de Tungusic "), havia estat ben cartografiat el 1792, a part de Sakhalin.

### Premodern
El poble d'Okhotsk i la posterior cultura ainu, un poble de pescadors i caçadors-recol·lectors costaners, es trobaven al voltant de les terres que envolten el mar d'Okhotsk, així com al nord del Japó.

### Exploració i assentament europeu
Excepte Hokkaido, una de les illes principals de l'arxipèlag japonès, el mar és voltat per totes bandes per territori administrat per la Federació Russa, raó per la qual es considera generalment de sobirania russa.
Durant la Guerra Freda, el mar d'Okhotsk fou l'escenari de diverses operacions d'intercepció de les comunicacions submarines per cable de l'Armada soviètica per part de la Marina nord-americana. També en aquesta àrea hi va haver l'atac contra el Vol 007 de Korean Airlines del 1983 per part de la defensa antiaèria de l'URSS. La flota soviètica del Pacífic utilitzava el mar d'Okhotsk com a bastió submarí de míssils balístics, estratègia continuada avui dia per Rússia.
A la plataforma continental del mar d'Okhotsk, s'han identificat 29 zones de possible acumulació de petroli i gas natural, amb unes reserves totals estimades de 3,5 bilions de tones de fuel equivalent, que inclouen 1,2 bilions de tones de petroli i 1,5 bilions de m3 de gas.
Dona nom a l'okhotskita, un mineral del grup pumpel·lyita, descobert a Kitami (Japó).
Els exploradors russos Ivan Moskvitin i Vassili Poyarkov van ser els primers europeus a visitar el mar d'Okhotsk (i, probablement, l'illa de Sakhalin ) a la dècada de 1640. El capità holandès Maarten Gerritsz Vries a’‘Breskens va entrar al mar d'Okhotsk des del sud-est el 1643 i va traçar parts de la costa de Sakhalin i les illes Kurils, però no es va adonar que ni Sakhalin ni Hokkaido són illes. Durant aquest període, el mar de vegades era conegut com el mar de Kamtxatka.
El primer i principal assentament rus a la costa va ser el port d'Okhotsk, que va cedir la supremacia comercial a Ayan a la Dècada de 1840. La companyia russoamericana va monopolitzar la navegació comercial del mar durant la primera meitat del segle xix.
La Segona Expedició de Kamtxatka sota Vitus Bering va fer un cartografia sistemàtic de tota la costa del mar, a partir de 1733. Jean-François de Galaup, comte de Lapérouse i William Robert Broughton van ser els primers navegants europeus no russos coneguts que van passar per aquestes aigües a part de Vries. Ivan Krusenstern va explorar la costa oriental de Sakhalin el 1805. Mamiya Rinzō i Gennady Nevelskoy van determinar que Sakhalin era efectivament una illa separada del continent per un estret estret. El primer resum detallat de la hidrologia del mar d'Okhotsk va ser preparat i publicat per Stepan Makarov el 1894.

### Modern
Sakhalin del Sud va ser administrat pel Japó com a prefectura de Karafuto entre 1907 i 1949. Les illes Kurils van ser japoneses des de 1855 i 1875 fins al final de la Segona Guerra Mundial el 1945. Després, la Unió Soviètica va ocupar el territori.
Durant la Guerra Freda, el mar d'Okhotsk va ser l'escenari de diverses operacions reeixides de la Marina dels EUA (inclosa l'Operació Ivy Bells ) per connectar els cables de comunicacions submarins de la Marina Soviètica. Aquestes operacions es van documentar al llibre’‘Blind Man's Bluff: The Untold Story of American Submarine Espionage . El mar (i els seus voltants) també van ser l'escenari de l'atac soviètic al vol 007 de Korean Air Lines el 1983. La flota soviètica del Pacífic va utilitzar el mar com a bastió submarí de míssils balístics, una estratègia que Rússia continua.
Malgrat la seva proximitat al Japó, el mar d'Okhotsk no té cap etimologie nativa en la llengua japonesa ; el seu nom, Ohōtsuku-kai (オホーツク海), és una transcripció del nom rus. Això també es reflecteix en el nom de la subprefectura d'Okhotsk d'Hokkaidō, que s'enfronta al mar d'Okhotsk i també es coneix com a Okhotsk region (オホーツク地方, Ohōtsuku-chihō) .

### Pesca
El mar d'Okhotsk és ric en recursos biològics, amb diversos tipus de peixos, mariscs i crancs.
Les dures condicions de la pesca del cranc al mar d'Okhotsk és el tema de la novel·la més famosa de l'escriptor japonès Takiji Kobayashi, El vaixell de conserves de cranc (1929).

#### El forat del cacauet
El forat de cacauet (anomenat així per la seva forma) era una zona d'oceà obert al centre del mar d'Okhotsk, uns 55 km d'ample i 480 km de llarg, que estava envoltat per la zona econòmica exclusiva (ZEE) de Rússia. Com que el Peanut Hole no es trobava a la ZEE russa, qualsevol país hi podia pescar, i alguns van començar a fer-ho en gran quantitat el 1991, capturant potser fins a un milió de tones mètriques de pollachius el 1992. La Federació Russa va considerar que això representava un perill per a les poblacions de peixos russos, ja que els peixos entren i surten del forat del cacauet des de la ZEE russa.
La Federació de Rússia va demanar a les Nacions Unides que declaressin el forat de cacauet com a part de la plataforma continental de Rússia. El novembre de 2013, un subcomitè de les Nacions Unides va acceptar l'argument rus i el març de 2014 la Comissió de les Nacions Unides sobre els Límits de la Plataforma Continental va donar la decisió a favor de la Federació Russa.

### Caça de balenes
Les balenes boreals es van capturar per primera vegada el 1847 i van dominar la captura entre 1852 i finals de la Dècada de 1860. Entre 1850 i 1853, la majoria de la flota va anar a la regió de l'estret de Bering per caçar boques, però la intensa competència, les males condicions del gel i la disminució de les captures van obligar la flota a tornar al mar d'Okhotsk. De 1854 a 1856, una mitjana de més de 160 vaixells navegaven al mar cada any. A mesura que les captures van disminuir entre 1858 i 1860, la flota va tornar a la regió de l'estret de Bering.

## Exploració de petroli i gas
S'han identificat vint-i-nou zones de possible acumulació de petroli i gas a la plataforma del mar d'Okhotsk, que recorre la costa. Les reserves totals s'estima en 3.500 milions de tones de combustible equivalent, incloent 1.200 milions de tones de petroli i 1.500 milions de metres cúbics de gas.
El 18 de desembre de 2011, la plataforma de perforació petroliera russa Kolskaya es va bolcar i es va enfonsar en una tempesta al mar d'Okhotsk, a uns 124 km de l'illa de Sakhalin, on estava sent remolcat des de Kamtxatka. Segons s'informa, les seves bombes van fallar, cosa que va fer que prengués aigua i s'enfonsés. La plataforma transportava 67 persones, de les quals 14 van ser rescatades pel Magadan i el remolcador Natftogaz-55 . La plataforma va ser subcontractada a una empresa que treballava per al gegant energètic rus Gazprom.

## Ports principals
- Abashiri, a Hokkaido (Japó).
- Iujno-Sakhalinsk, a Sakhalín (Rússia).
- Magadan, a l'óblast de Magadan (Rússia).
- Monbetsu, a Hokkaido (Japó).
- Palana, a Kamtxatka (Rússia).
- Wakkanai, a Hokkaido (Japó).

## Galeria

Galeria
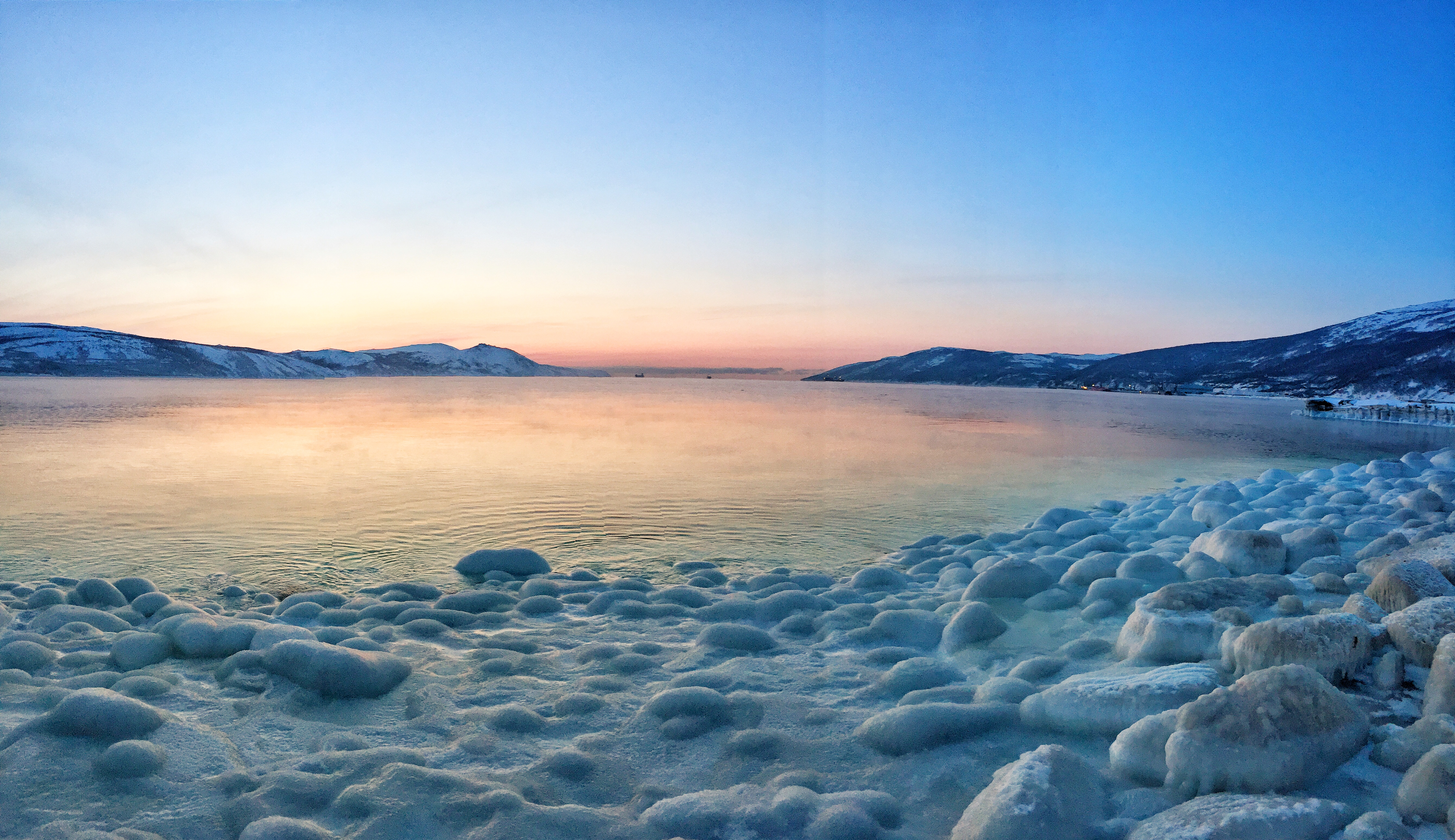
Badia de Nagayevo prop de Magadan, Rússia
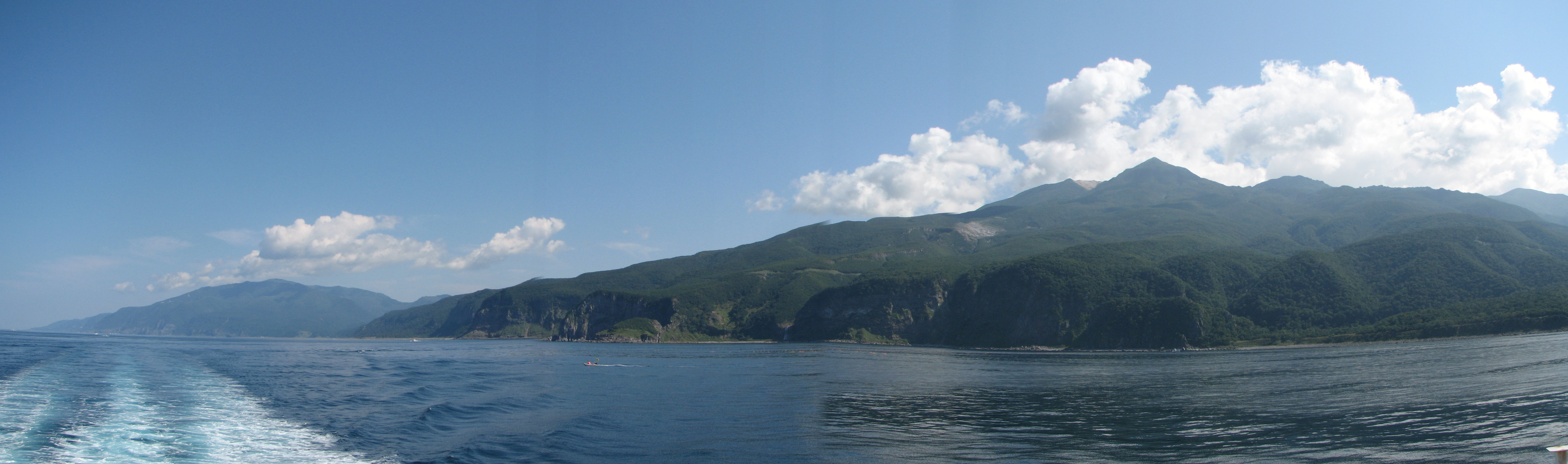
Parc nacional de Shiretoko a la costa del mar d'Okhotsk d'Hokkaido, Japó